# Staffan stalledräng

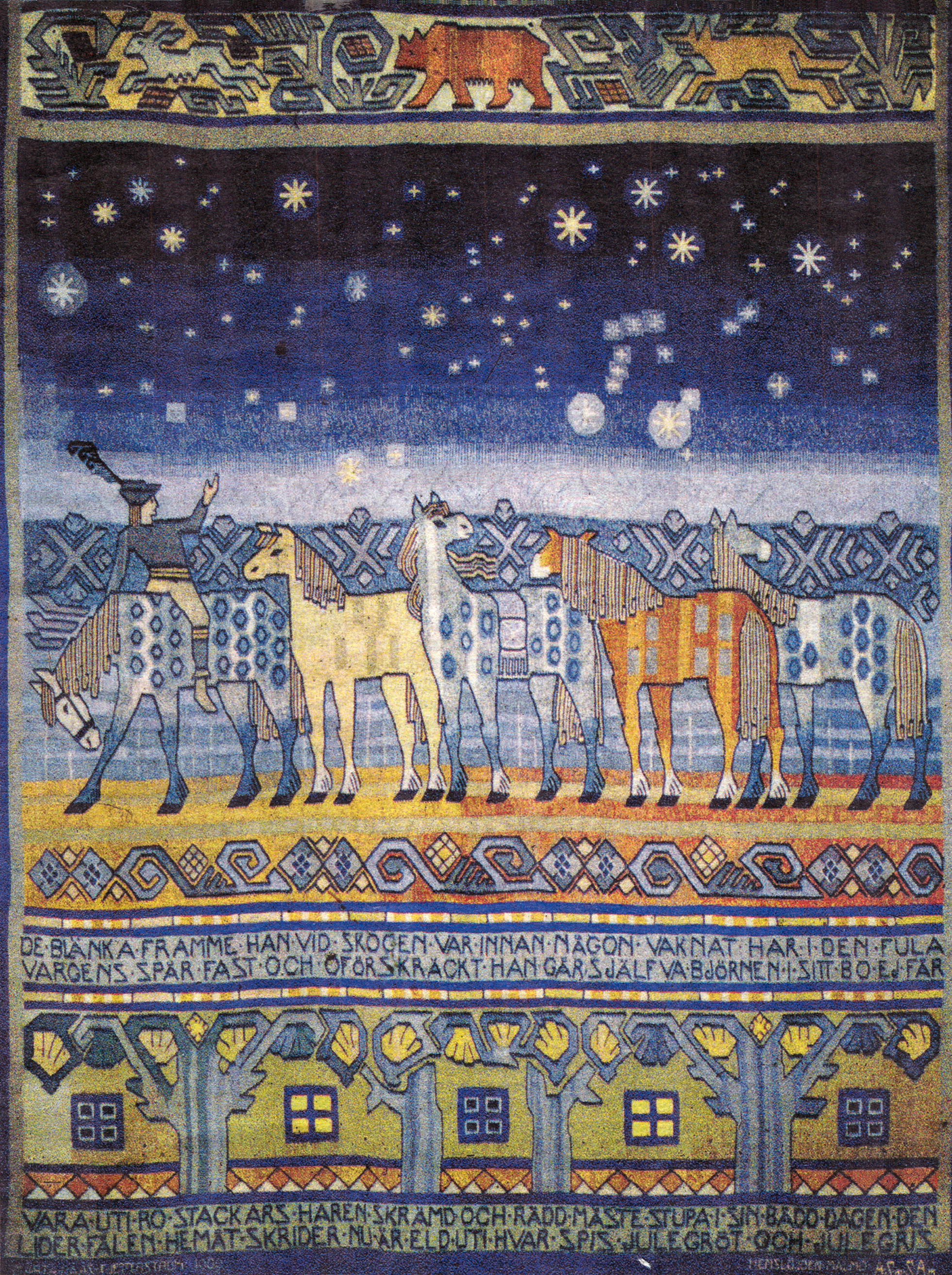
Staffan stalledräng gav Märta Måås-Fjetterström inspiration till sin matta med samma namn från 1909.

Staffan stalledräng är i nordisk folktro en legendfigur som ursprungligen uppfattades som tjänare hos konung Herodes och senare ofta förväxlad med martyren Stefanus och hälsingemissionären Staffan (Stenfinn). Han spelar en särskild roll för julsederna (26 december är Stefan martyrens dag).
I Sverige är Staffan framförallt känd från en svensk julsång, men har rötter i betydligt äldre, folkliga traditioner än i vår tids Luciafirande. I visan ser Staffan stalledräng den stjärna som uppenbarar sig inför Jesusbarnets födelse.

## Legenden

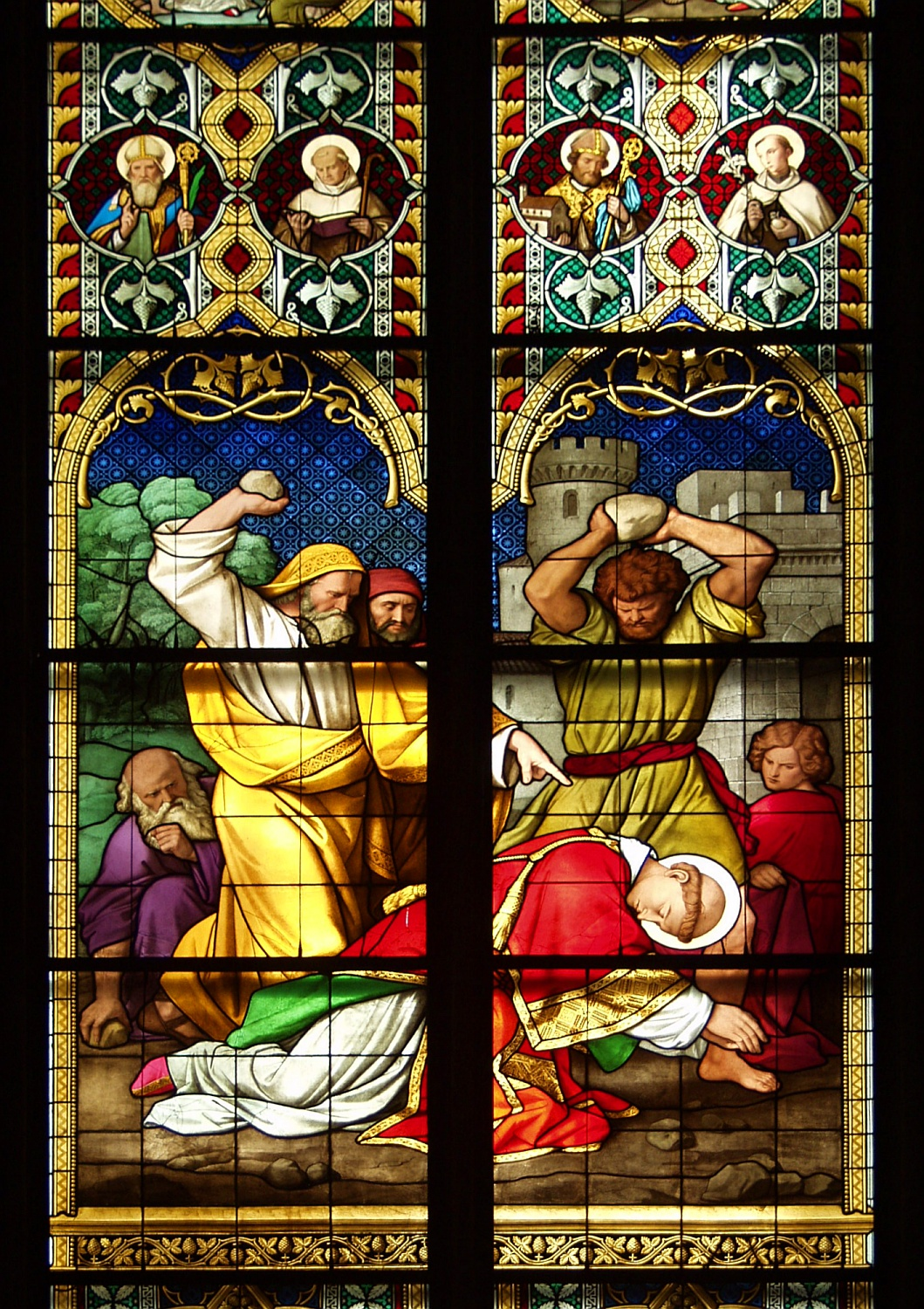
Sankt Staffan stenas. Kyrkfönster i Kölnerdomen i Tyskland.

Den kanoniska figuren bakom Staffan stalledräng är Stefanos som enligt Apostlagärningarna stenades omkring år 35 e.Kr., det vill säga strax efter Jesu död. Han blev därmed den förste kristne martyren.

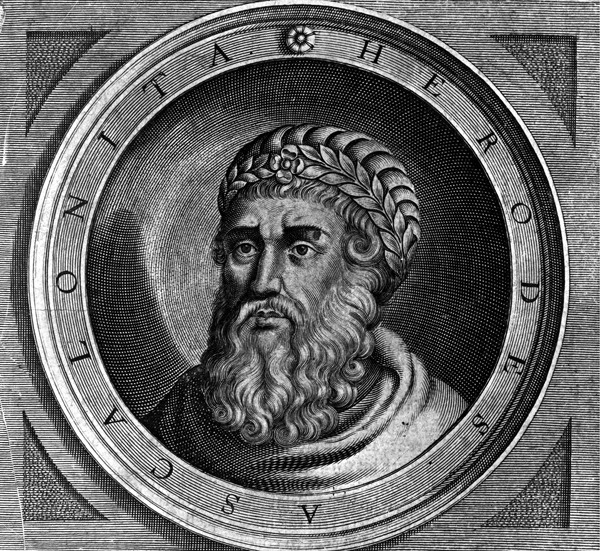
Kung Herodes.

Enligt en annan kristen legend dödades Sankt Stefan redan i samband med Jesu födelse. Enligt den såg han Betlehemsstjärnan och skyndade därefter till Herodes och proklamerade att judarnas nye konung var född. Herodes svarade att det vore lika omöjligt som att den stekta tupp han just hade blivit serverad skulle resa sig upp och gala. Så snart detta var sagt lär tuppen ha gjort just detta, och dessutom i galandet yttrat orden Christus natus est, "Kristus är född". På grund av detta lät Herodes stena Staffan. Vissa versioner av Staffansvisan handlar om denna händelse. Både Herodes stenande av Sankt Stefan och tuppundret är även knutet till andra personer.
Staffansvisorna och Staffansskedet har också knutits till den helige Staffan eller Stenfinn, Hälsinglands skyddshelgon, men det stämmer inte riktigt in med legenden om hästar, stalledräng med mera, men kan ha sammanflätats inom myterna och den folkliga traditionen.
Staffan stalledräng har även kopplats till Cisterciensermunken vid Gudsberga kloster Staffan, som skrinlades 1510.
Det finns också teorier om att kopplingen mellan Sankt Stefan och Staffansfirandet är en slags kyrklig efterhandskonstruktion, som uppstått som en kristianisering under kristendomens införande på 1100-talet, för att dölja en äldre förkristen hästkult. 
Årskulmen av denna kult skulle då ha nåtts kring midvintern. Häst- och djurkulter sågs som tabu av kyrkan, och olika försök gjordes för att få allmogen att upphöra med dem, eller att göra dem mer rituellt vaga genom att omvandla dem till kristna helgondagar. Uppgifter om hästoffer finns hos Adam av Bremen och i Hervararsaga samt i det arkeologiska materialet från exempelvis Upplands järnålder.
För kristianiseringsteorin talar att Sankt Stefans koppling till hästar är mycket vag, samt att Staffansfirandet tycks ha haft en stark och geografiskt spridd kultisk funktion som inte tillfredsställande kan förklaras som endast en medeltida helgondyrkan.

## Staffansritt eller staffansskede
Under 1700-talet var det vanligt med kappridningar, så kallade skeden, i samband med Staffanskulten. I början av 1700-talet försökte fornforskaren Olof Broman framföra tankar om att dessa kappritter skulle vara kopplade till kvarlevor av hedniska riter. Dessa teorier utdömdes dock redan vid mitten av 1800-talet som orimliga.
Enligt Broman skulle ortnamn innehållande ordet skede utpeka sådana festplatser. Istället är Staffansskedet med största sannolikhet kopplat just till den helige Stefan, Herodes stalledräng. Ryttartävlingar kopplade till den helige Staffan förekom redan på 1200-talet.
Staffansskedet bestod i att traktens unga män kappred till gårdar i grannskapet, eller att de i samlad tropp vandrade runt med stjärnan, vilket var detsamma som en mildare form av våldgästning. Med sång och spektakel uppträdde dessa Staffans gossar i gårdarna och i släptåg hade de en utklädd Judas, som efter föreställningen gick runt med tiggarpåsen och insamlade pengar och förtäring. Därtill erbjöds de ofta en sup. Detta sågs ej med blida ögon av kyrkan, eftersom stjärngossarna framåt natten blev ganska så stökiga och att ränna runt med stjärnan var därför tidvis förbjudet.

## Staffansvisan

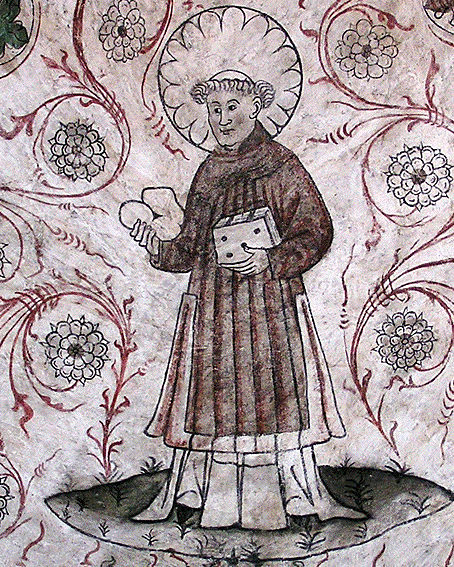
Sankt Stefan på väggmålning i Överselö kyrka.

"Staffansvisan", "Sankte Staffan" eller "Staffan var en stalledräng" är en känd och traditionsbunden svensk luciasång, som oftast framförs av stjärngossarna i ett så kallat luciatåg. Omkvädet sjungs ibland av hela luciatåget. Ursprungligen hörde dock Staffansvisorna inte hemma vid just Lucia utan vid en senare högtid, nämligen på Annandag jul, som är Staffansdagen, med Staffansritt och andra folkliga nöjen. Sången har haft många versioner från olika delar av Sverige. Den vanligaste melodin är från Västergötland.
Visan (klassifikation: SMB 39, TSB B 8) är en balladtyp, som räknas till legendvisorna. Detta är den svenska balladtyp som finns i absolut flest uppteckningar; redaktörerna för Sveriges Medeltida Ballader har här gjort ett undantag från regeln att klassificera samtliga varianter och valt att endast lista 300. Endast ett femtiotal inom detta urval är dock finlandssvenska, medan betydligt fler uppges ingå i Finlands svenska folkdiktning  V:1 nr 24. 
Det svenska kärnrikets östra del bestod under senmedeltiden av Åland, Egentliga Finland med Åbotrakten och västra Nyland, det vill säga det område som var mest påverkat av den kristna kyrkan och svensk administration. Det var hit staffanstraditionerna kom först och särskilt staffansvisorna spreds egentligen aldrig utanför det området. I traditionsmaterialet från sekelskiftet 1900 finns inga långa staffansvisor från östra Nyland eller Österbotten. I uppteckningsmaterialet från den åboländska skärgården finns därför de mest ålderdomliga, längsta och mest utstuderade staffansvisorna bevarade, både vad gäller text och melodi. Dessa staffansvisor användes bland annat när man organiserade annandagsdanserna.
Balladen sjöngs allmänt i både Sverige och Finland av unga män eller pojkar, som före jul gick runt i gårdarna för att samla gåvor till sina stundande julgillen. Dessa staffansvisor är i grunden desamma som idag – Sankte Staffan och hans hästar – men texten fortsatte i regel med mer lokalt anknytande verser om värdparets vackra döttrar, eller ibland med mer hotfulla ordalag som att de skulle slå ut alla fönster om de inte blev bjudna på en sup.

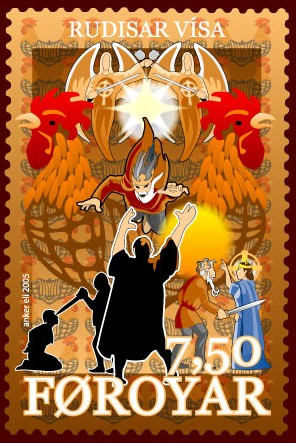
Ett frimärke från Färöarna som visar en version av staffansvisan.

### Handling i den berättande delen
Visorna innehåller delvis olika handlingar där Staffan skildras som stalldräng, som jägare och som tjänare till kung Herodes. Berättelsen om Staffan stalledräng är den absolut vanligaste och mycket kort. När han skildras som jägare eller Herodes tjänare, inleds berättelsen ofta med hela eller delar av stalledrängens tema. Staffan beskrivs som jägare i variant B, som spreds genom ett femtontal skillingtryck under åren 1796–1866, samt genom Svenska folkvisor från forntiden av Erik Gustaf Geijer och Arvid August Afzelius. Om Staffan och Herodes berättas det i arton olika versioner från Skåne och Åboland.

#### Staffan som stalldräng
Staffan vattnar fem hästar. De olika hästarna prisas för sina goda egenskaper. Staffan rider själv på den femte av dem.

#### Staffan som jägare
Staffan rider ut på jakt innan soluppgången, och dödar allehanda djur. Han återvänder till gården.

#### Staffan och Herodes
Staffan får genom att se ljusa stjärnor eller genom en uppenbarelse kunskap om Jesu födelse. Han går hem och meddelar Herodes att en större konung än denne fötts. Herodes finner detta lika otroligt som att den stekta och uppskurna tupp han har framför sig skulle kunna 'flyga och fara'. Tuppen blir levande, flyger upp och gal. I vissa varianter lemlästas nu Staffan, men botas eller kan till exempel mirakulöst se trots utstuckna ögon. I flera varianter följer en tävlan i skapelse mellan Herodes och Vår Herre, varvid Herodes kommer till korta.

### Paralleller på andra språk
Balladtypen finns också på danska (DgF 96), färöiska (CCF 167), norska, och på engelska som St. Stephen and Herod (Roud 3963, Child 22). I den engelska versionen skildras hur Staffan stenas till döds på Herodes order, och detta anges som förklaring till att martyren Sankt Stefan firas på annandag jul.

## Publikation
- Lek med toner, 1971 (angiven som "Folkmelodi")
- Julens önskesångbok, 1997, under rubriken "Lucia" ("Sankt Staffans visa" och "Sankt Staffans visa från Norrland", "Staffan Stalledräng") och "Staffansvisan".
- Barnens svenska sångbok, 1999, under rubriken "Året runt" ("Staffan Stalledräng", "Staffan var en stalledräng" och "Sankt Staffans visa").